# Grand Prix de Plumelec-Morbihan 2011
La Grand Prix de Plumelec-Morbihan 2011 è stata la trentacinquesima edizione della corsa, valida come evento dell'UCI Europe Tour 2011 categoria 1.1; si svolse il 28 maggio 2011 su un percorso totale di 181 km.
Fu vinta dal francese Sylvain Georges che giunse al traguardo con il tempo di 4h32'08", alla media di 39,9 km/h. Al traguardo 85 ciclisti portarono a termine il percorso.

## Ordine d'arrivo (Top 10)
| Pos. | Corridore        | Squadra       | Tempo    |
| ---- | ---------------- | ------------- | -------- |
| 1    | Sylvain Georges  | BigMat        | 4h32'08" |
| 2    | Pierrick Fédrigo | FDJ           | s.t.     |
| 3    | Jérémie Galland  | Saur-Sojasun  | s.t.     |
| 4    | Julien Guay      | Roubaix       | s.t.     |
| 5    | Julien Simon     | Saur-Sojasun  | s.t.     |
| 6    | Tony Gallopin    | Cofidis       | s.t.     |
| 7    | Rob Ruijgh       | Vacansoleil   | s.t.     |
| 8    | Yohan Cauquil    | La Pomme Mar. | s.t.     |
| 9    | Jonathan Fumeaux | Atlas Pers.   | s.t.     |
| 10   | Julien El Fares  | Cofidis       | s.t.     |